# Genea cinerea
Genea cinerea är en tvåvingeart som först beskrevs av James 1947.  Genea cinerea ingår i släktet Genea och familjen parasitflugor.
Artens utbredningsområde är Florida. Inga underarter finns listade i Catalogue of Life.